# Gottfried von Calw
Gottfried von Calw († 6. Februar 1131) war Graf von Calw und von 1113 bis 1126 Pfalzgraf bei Rhein.
Er war der jüngere Sohn des Grafen Adalbert II. von Calw und der Wiltrudis von Lothringen, einer Tochter des Herzogs Gottfried des Bärtigen. 1095 wurde er Vogt von Hirsau und trat seines Vaters Nachfolge in Calw an, als dieser sich 1094/95 ins Kloster zurückzog. Gottfried war zunächst ein Gefolgsmann des Kaisers Heinrich IV., jedoch ab 1105, dem Jahr des Thronstreits zwischen Heinrich IV. und seinem Sohn Heinrich V., einer der wichtigsten Helfer und Berater des letzteren. Gottfried von Calw nahm auf Heinrichs V. erstem Italienfeldzug 1111 an den Verhandlungen von San Maria in Turri und Ponte Mammolo teil, und später an den Verhandlungen in Mouzon 1119 sowie an denen zum Wormser Konkordat 1122, das er mit unterschrieb.
Nach dem Tod des Pfalzgrafen Siegfried von Ballenstedt am 9. März 1113 in der Folge eines Überfalls kaiserlicher Parteigänger ist Gottfried bereits am 6. April 1113 als dessen Nachfolger belegt.
Seine Ernennung führte bereits im Jahr darauf zu Auseinandersetzungen in Lothringen sowie mit dem Mainzer Erzbischof Adalbert I. von Saarbrücken und seinem Amtsbruder in Trier, Bruno von Lauffen. Heinrich V. machte Gottfried vor seinem zweiten Italienzug 1116 gemeinsam mit den Staufern Friedrich und Konrad von Schwaben zu einem seiner Stellvertreter in Deutschland, was Gottfried dazu nutzte, sich gegen Adalbert zu wenden.  Der Tod Heinrichs V. 1125 und die Wahl Lothars III. zum neuen König schwächten Gottfrieds Stellung: die Pfalzgrafschaft wurde ihm zwar nicht entzogen, ihm wurde aber mit Wilhelm von Ballenstedt, dem Sohn Siegfrieds, der beim Tod seines Vaters noch minderjährig gewesen war, ein zweiter Pfalzgraf zur Seite gestellt, für den er von 1126 bis 1129 vormundschaftlich amtierte und an den er dann die Pfalzgrafschaft abgeben musste.
Gottfried war mit Liutgard von Zähringen verheiratet, einer Tochter des Herzogs Berthold II., nicht zu verwechseln mit Liutgard von Zähringen, der Tochter Bertholds I. von Zähringen. Mit ihr hatte er mindestens drei Kinder:
- Gottfried, † vor 1131/32
- Liutgard; ⚭ NN Verli, Ritter
- Uta von Schauenburg, † 1196, genannt „Herzogin von Schauenburg“, gründet 1191 Kloster Allerheiligen; ⚭ vor Januar 1133 Welf VI., * zwischen 16. Dezember 1114 und 15. Dezember 1116, † 15. Dezember 1191 in Memmingen, 1129 bezeugt, 1147 Kreuzfahrer, gründet 1147 Kloster Steingaden, 1152 Welf von Ravensburg genannt, 1152–1172 Herzog von Spoleto und Markgraf von Tuscien, 1152 Vogt von Zwiefalten, begraben in Steingaden;